# Diego Valor
Diego Valor es un serial radiofónico emitido por la Cadena SER desde finales de 1953 hasta junio de 1958, que sería posteriormente adaptado a tebeo (1954-58), teatro (1956) y serie de televisión (1958). Está inspirado, a su vez, en la serie de cómic inglesa Dan Dare.

## Argumento
Diego Valor narra las aventuras futuristas del héroe homónimo, quien acompañado por sus ayudantes Laffitte y Portolés y la bella Beatriz, debe enfrentarse a las fuerzas del mal (representadas por el General Sandor y Mekong) para salvar la Tierra de invasiones marcianas.

## El serial radiofónico (1953-58)
En la radio se trasmitieron 1.200 emisiones diarias de quince minutos cada una, a través de las cuarenta y cuatro emisoras que poseía entonces la Sociedad Española de Radiodifusión (SER), desde octubre de 1953 a junio de 1958. El guion hasta 1954 fue adaptación de la historieta británica Dan Dare. A partir de la fecha señalada, los guiones los escribe Jarber (Enrique Jarnés Bergua). Al protagonista le ponía voz Pedro Pablo Ayuso.

## Eltebeo
Se editaron dos series, ambas por Editorial Cid, y con el mismo guionista que el serial radiofónico, "Jarber", así como dibujos de Adolfo Buylla y Bayo. 
Primera época (20 de junio de 1954 a diciembre de 1956)
Constó de 124 números ordinarios publicados semanalmente y un almanaque, comprendiendo las aventuras:
- Diego Valor
- Diego Valor y el Príncipe Diabólico
- Diego Valor y el misterio de Júpiter

Alcanzó una tirada máxima de 125.000 ejemplares semanales.
Segunda época (abril de 1957 a marzo de 1958)
Constó de 44 números ordinarios y tres extraordinarios, comprendiendo las aventuras:
- Diego Valor y el misterio de Júpiter
- Diego Valor y el mundo subterráneo
- Diego Valor y el Planeta errante.[2]

Tercera época (3ª semana de octubre de 1963 a 6 de febrero de 1964)
17 páginas semanales a todo color.
La revista Bang publicó en 1972 una historieta de cinco páginas dibujada por Buylla en 1971. Además, Diego Valor tuvo en 1955 una parodia entre la sátira y el homenaje que realizó Rafa con el título de Riego Calor. También tuvo infinidad de seguidores en el campo de la historieta.
Cuarta época (2013-)
En formato apaisado y en álbum, nuevas aventuras del personaje editado por EDT
- Diego Valor, una fogata en la Luna guion de Andreu Martín, dibujos de Enrique Ventura y portada de Daniel Acuña.

## Publicidad por emplazamiento
Tanto en las emisiones radiofónicas como en los tebeos, los protagonistas consumían chocolate "Svylka" de la casa Matías López en un claro ejemplo de publicidad indirecta.
Hubo ocho cuentos publicitarios radiofónicos, de otros tantos minutos de duración, guion de "Jarber" para Plásticos Madel.

## Juguetes
Se generó un "merchandising" que incluyó los siguientes objetos: desintegrador, perforadora volante y comunicadores Walky-Talky (juguetes), dos series de cromos para chocolate "Svilka", figuras de plástico y goma de los personajes, relojes, disfraces, caretas y palacio de Mekonta. 
Respecto a los cromos, a principios de 1956, patrocinado por la firma Chocolates Matías López, se imprimió una colección de estampas a color del personaje. Las ilustraciones fueron obra de Buylla y Bayo. El primero, como en los tebeos, se encargaba de hacer el lápiz y el segundo la tinta. El color fue dado a acuarela y gouache por Buylla. En este álbum se pretendió hacer un reportaje del primer episodio del personaje con el título Una aventura en Venus. Estaba subdividido en series de acuerdo con la siguiente clasificación: a) Personajes; b) Armas; c) Naves; d) Uniformes y vestidos; e) Fauna; f) Flora y paisajes; g) Edificios y ciudades; h) Batallas; i) Personajes; j) Inventos; k) Aventuras; l) Monumentos. Algunas de estas series rebasaron el centenar de cromos.

## Teatro (1956-1959)
Función semanal los domingos, representada de 1956 a 1959. Se representaron los siguientes títulos:
- 1956 Diego Valor, el Piloto del Espacio
- 1957 Diego Valor y el Príncipe Diabólico
- 1958 Diego Valor y los Hombre sin rostro[2]

## Adaptación televisiva (1958)
En la embrionaria Televisión Española, emisión semanal que comenzó en mayo de 1957 y finalizó en mayo de 1958 con un total de 22 programas. Fue una de las primeras series de producción propia emitida por Televisión española.
El guion también fue escrito por "Jarber". Tras la emisión de cada episodio, destinado a un público esencialmente infantil y juvenil, la presentadora Blanca Álvarez sorteaba regalos entre los niños que habían escrito al programa.

### Reparto
- Ignacio de Paúl ... Diego Valor
- Pilar Arenas ... Beatriz Fontana
- Mario Moreno ... Laffitte
- Ricardo Tundidor ... Portolés
- José Manuel Martín ... Mekong
- Urbano Doufour ... General Sandor
- Fernando Delgado
- Serafín García Vázquez
- Modesto Blanch

## Discos
Dos discos con carpetas dibujadas por José Carlos, titulados Un loco peligroso y Los monstruos dormidos, ambos con guion de "Jarber".

## Libros
Se escribió una novela que nunca se llegó a editar.